# آداما
آداما (انگلیسی: Adama) یک فیلم است که در سال ۲۰۱۵ منتشر شد.

## خلاصه فیلم
"آداما" ۱۲ ساله که در روستایی دورافتاده واقع در غرب آفریقا همراه با خانواده‌اش در وضعیت جنگی نابسامانی زندگی می‌کند، هرگز از روستا بیرون نرفته است. اما زمانی که برادر بزرگترش سامبا یک‌باره ناپدید می‌شود، آداما تصمیم می‌گیرد از روستا بیرون برود و دنبالش بگردد...